# آموکسایش
آموکسایش یا آموکسیداسیون(به انگلیسی: Ammoxidation) فرآیندی صنعتی است که جهت تولید نیتریل‌ها از گاز اکسیژن، آمونیاک و آلکن‌ها به کار می‌رود. این روش نخستین بار در سال ۱۹۵۷ میلادی توسط شرکت استاندارد اویل اوهایو آمریکا کشف شد، به همین جهت فرآیند اس اوهایو(به انگلیسی: Sohio process) نیز نامیده می‌شود. یکی از مهمترین محصولات تولیدی به این روش اکریلونیتریل است که طی واکنش زیر تولید می‌شود:
CH3CH=CH2  +  3/2 O2  +  NH3   →   NCCH=CH2  +  3 H2O
همچنین طی این فرآیند محصول جانبی استونیتریل نیز تولید می‌گردد.